# Арс-Лакнекси
Арс-Лакнекси́ (фр. Ars-Laquenexy) — коммуна на северо-востоке Франции, регион Гранд-Эст (бывший Эльзас — Шампань — Арденны — Лотарингия), департамент Мозель. Входит в кантон Панж.

## Географическое положение
Арс-Лакнекси расположен в 290 км к востоку от Парижа и в 8 км к юго-востоку от Меца.

## История
- Зависел от бывшего региона Сольнуа, входившего в мозельские земли.
- После Французской революции церковь была разрушена, нынешняя церковь построена в 1826—1833 годах.
- В 1817 году к Арс-Лакнекси была присоединена ферма Шаньи-ла-Орнь.
- В окрестностях деревни 14 августа 1870 года произошла битва при Борни-Коломбе.
- В 1891 году в Арс-Лакнекси вошла деревня Мерси-ле-От.

## Демография
По переписи 2011 года в коммуне проживало 964 человека.

## Достопримечательности

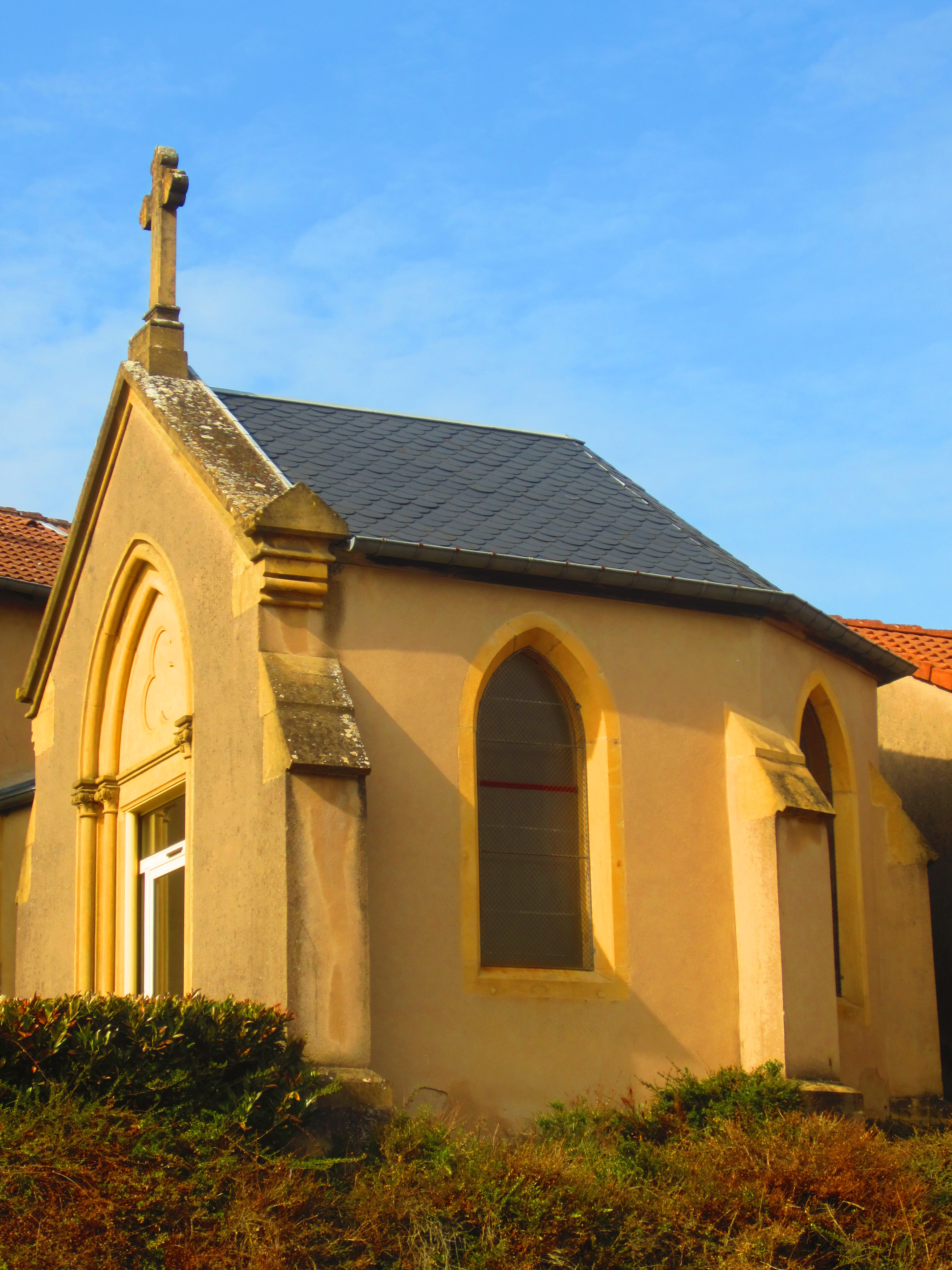
Часовня Нотр-Дам-де-Сэт-Дулёр.

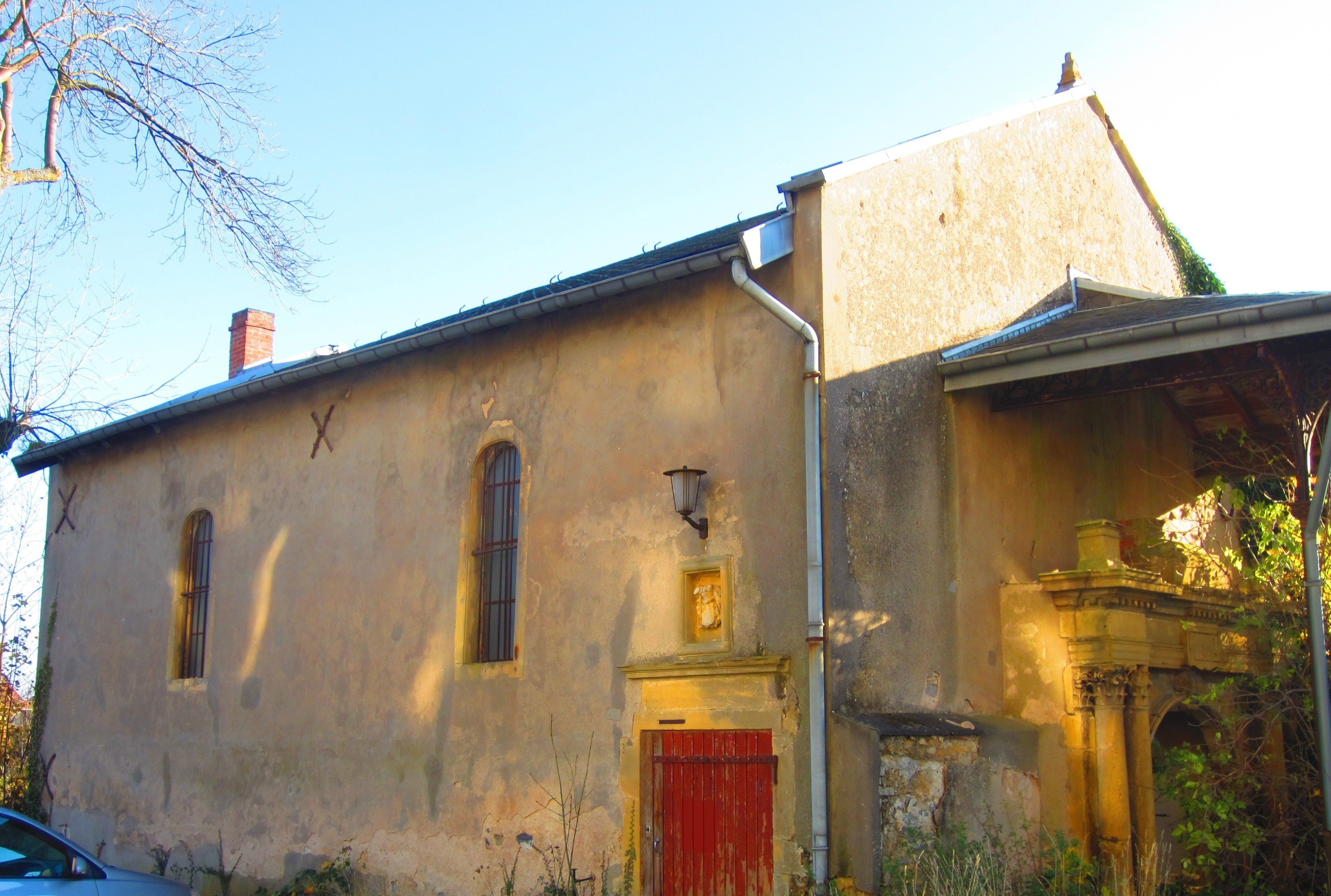
Часовня при замке де Мерси.

- Римская дорога, соединявшая Соверн и Мец.
- Руины древнеримской виллы в местечке Мерси.
- Ферма-замок Шаньи-ла-Орнь 15 века.
- Памятник французским солдатам, погибшим в 1870 году.
- Замок де Мерси, 14 век, реконструирован в 16 веке; современное здание датируется 1905 годом.
- Фортификации Ла-Марн в лесном массиве на западе от коммуны, начало 20 века.
- Часовня при замке де Мерси (сам замок расположен на территории Меца).
- Церковь Сен-Ламбер на месте бывшей церкви, 1826—1833.
- Часовня Нотр-Дам-де-Сэт-Дулёр, 1924.